# أولريتش بتشر
أولريش «أولي» بتشر (بالألمانية: Ulrich Bittcher)‏ مواليد 10 سبتمبر 1957 في غلزنكيرشن، ألمانيا وهو لاعب كرة القدم ألماني سابق

## المسيرة
بدأ مسيرته مع STV هورست-إمشر 
وفي عمر 15 عاما أنتقل لشباب نادي شالكه 04.
 وفي عام 1976 كان مع مدرب الشباب، أولي ماسلو الألماني.
 لعب في الدوري الالماني لأول مرة أيضا في سن المراهقة 20 مارس 1976، وادخله المدرب، فريدل خاوش لأول مرة في فئة النخبة في مركز الوسط، ضد اينتراخت براونشفايغ المنتهية بنتيجة خسارة 1:4.

## وصلات خارجية
- أولريتش بتشر على موقع قاعدة بيانات كرة القدم.إي يو (الإنجليزية)
- أولريتش بتشر على موقع بيانات كرة القدم. دي إي (الألمانية)
- أولريتش بتشر على موقع عالم كرة القدم.نت (الإنجليزية)

أولريتش بتشر في موقع weltfussball.de
أولريتش بتشر في موقع fussballdaten.de